# Pseudosphex hyalozona
Pseudosphex hyalozona är en fjärilsart som beskrevs av Felder 1869. Pseudosphex hyalozona ingår i släktet Pseudosphex och familjen björnspinnare. Inga underarter finns listade.